# アルカード・ミュージック
アルカード・ミュージック（Alucard Music）は、ジェントル・ジャイアントのCDやDVDを発売するイギリスの音楽レーベル。ケリー・ミネアとレスリー・ミネアによって設立された。ケリーは元ジェントル・ジャイアントのメンバーである。

## CDリリース
- Under Construction (1997年) ※未発表曲、デモ音源、アウトテイク、ライブ音源の2CDボックス・セット
- In a Glass House (1973年) ※アルバム。2000年リマスターCD。
- Scraping the Barrel (2004年) ※未発表曲、デモ音源、アウトテイク、ライブ音源の4CDボックス・セット

## DVDリリース
- Giant on the Box (2004年)
- Giant on the Box – Deluxe Edition (2005年) ※DVD + CD
- GG at the GG – Sight and Sound in Concert (2006年) ※DVD + CD